# 克氏光鰓魚
克氏光鰓魚（學名：Chromis klunzingeri），又稱克氏光鰓雀鯛，是輻鰭魚綱鱸形目雀鯛科光鰓魚屬的其中一種，分布於東印度洋勒切什群島和阿布洛霍斯群島海域，深度2至20公尺，本魚體呈卵圓形且側扁，頭頂、背部和背鰭呈亮黃色，通常有一條寬闊的黑色斜條從胸鰭基部上方穿過眼睛到嘴後面，胸鰭腋上有一個大黑點，背鰭硬棘13枚、背鰭軟條12-13枚、臀鰭硬棘2枚、臀鰭軟條13-14枚，體長可達6.5公分，棲息在近海珊瑚礁區，以浮游生物為食，繁殖期時成對出現，雄魚會守護卵直到孵化，生活習性不明。